# Janez Novak (politik)
Janez Novak, slovenski politik, * 3. junij 1937, † 2021
Janez Novak je bil med letoma 1994 in 2014 župan občine Loški Potok.